# Rena Kornreich Gelissen
Pour les articles homonymes, voir Gelissen.
Rena Kornreich Gelissen, née le 24 août 1920 à Tylicz, en Pologne et morte le 8 août 2006, est une survivante de camp de concentration nazi.

## Biographie
Rena Kornreich naît le 24 août 1920 à Tylicz, en Pologne.
716e femme à franchir les portes d'Auschwitz, elle consigne son expérience du camp de la mort dans le livre Rena's Promise : A Story of Sisters in Auschwitz (1995).
Elle meurt le 8 août 2006.